# Lista de prefeitos de Porto Velho
Esta é a lista de prefeitos de Porto Velho, estado brasileiro de Rondônia. Foram inseridos aqui os nomes dos prefeitos que assumiram a chefia do poder executivo do município após 15 de novembro de 1985 quando foram restabelecidas as eleições diretas para prefeito das capitais e também alguns do período anterior.
| Nº | Nome                                        | Imagem                | Partido                                          | Início do mandato       | Fim do mandato                                  | Observações                                                                                           |
| 1  | Major Fernando Guapindaia de Souza Brejense |                       | Militar                                          | 24 de janeiro de 1915   | 1º de janeiro de 1917                           | Prefeito (superintendente) nomeado pelo governador do Amazonas                                        |
| 2  | Joaquim Augusto Tanajura                    |                       | —                                                | 1º de janeiro de 1917   | 1° de janeiro de 1920                           | Prefeito (superintendente) eleito                                                                     |
| 3  | Raimundo Oliveira                           |                       | Partido Republicano Conservador PRC              | 1° de janeiro de 1920   | 1° de janeiro de 1922                           | Superintendente eleito                                                                                |
| —  | Álvaro Maia                                 |                       | Partido Progressista PP                          | 1° de janeiro de 1922   | 10 de dezembro de 1923                          | Superintendente nomeado interinamente                                                                 |
| 4  | Joaquim Augusto Tanajura                    |                       | —                                                | 10 de dezembro de 1923  | 18 de junho de 1925                             | Prefeito (superintendente) eleito                                                                     |
| 5  | Fernando Corrêa                             |                       | Partido Republicano Conservador PRC              | 18 de junho de 1925     | 22 de agosto de 1929                            | Prefeito (superintendente) eleito                                                                     |
| 6  | Salustiano Liberato                         |                       | Partido Republicano Conservador PRC              | 22 de agosto de 1929    | 17 de setembro de 1929                          | Superintendente nomeado                                                                               |
| 7  | Tófilo Marinho                              |                       | Partido Republicano Conservador PRC              | 17 de setembro de 1929  | 25 de julho de 1930                             | Superintendente nomeado                                                                               |
| 8  | Raimundo Gonzaga Pinheiro                   |                       | Partido Republicano Conservador PRC              | 25 de julho de 1930     | 31 de outubro de 1931                           | Prefeito nomeado pelo Governo Federal                                                                 |
| 9  | Arthur Napoleão Lebre                       |                       | Partido Progressista PP                          | 31 de outubro de 1931   | 1º de janeiro de 1932                           | Prefeito nomeado pelo Governo Federal                                                                 |
| 10 | Ariosto Lopes Braga                         |                       | Aliança Liberal AL                               | 1º de janeiro de 1932   | 1º de maio de 1932                              | Prefeito nomeado pelo Governo Federal                                                                 |
| 11 | Francisco Plínio Coelho                     |                       | Partido Liberal PL                               | 1º de maio de 1932      | 9 de junho de 1933                              | Prefeito nomeado pelo Governo Federal                                                                 |
| 12 | Bohemundo Álvares Afonso                    |                       | Aliança Liberal AL                               | 9 de junho de 1933      | 7 de agosto de 1933                             | Prefeito nomeado pelo Governo Federal                                                                 |
| 13 | José Ferreira Sobrinho                      |                       | Aliança Liberal AL                               | 7 de agosto de 1933     | 1º de janeiro de 1938                           | Prefeito nomeado pelo Governo Federal                                                                 |
| 14 | Francisco Guedes L. Fonseca                 |                       | Aliança Liberal AL                               | 1º de janeiro de 1938   | 11 de março de 1938                             | Prefeito nomeado pelo Governo Federal                                                                 |
| 15 | Bohemundo Álvares Afonso                    |                       | Aliança Liberal AL                               | 11 de março de 1938     | 1º de maio de 1943                              | Prefeito nomeado pelo Governo Federal                                                                 |
| —  | José Marques Galvão                         |                       | Aliança Liberal AL                               | 1º de maio de 1943      | 13 de setembro de 1943                          | Prefeito nomeado pelo Governo Federal                                                                 |
| 16 | Mário Monteiro                              |                       | União Democrática Brasileira UDB                 | 13 de setembro de 1943  | 7 de fevereiro de 1946                          | Prefeito eleito em sufrágio universal                                                                 |
| 17 | Carlos Augusto de Mendonça                  |                       | Partido Social Democrático PSD                   | 7 de fevereiro de 1946  | 7 de agosto de 1947                             | Prefeito nomeado pelo Governador                                                                      |
| —  | José Otino de Freitas                       |                       | Partido Social Democrático PSD                   | 7 de agosto de 1947     | 1º de janeiro de 1948                           | Prefeito nomeado pelo Governador                                                                      |
| —  | Celso Pinheiro                              |                       | Partido Trabalhista Brasileiro PTB               | 1º de janeiro de 1948   | 6 de março de 1948                              | Prefeito nomeado pelo Governador                                                                      |
| —  | Flamínio de Júlio de Albuquerque            |                       | Partido Social Democrático PSD                   | 6 de março de 1948      | 9 de junho de 1948                              | Prefeito nomeado pelo Governador                                                                      |
| 17 | Rui Brasil Cantanhede                       |                       | Partido Social Democrático PSD                   | 9 de junho de 1948      | 1º de janeiro de 1951                           | Prefeito nomeado pelo Governador                                                                      |
| 18 | Rafael Jaime Castiel                        |                       | Partido Social Progressista PSP                  | 1º de janeiro de 1951   | 22 de fevereiro de 1951                         | Prefeito nomeado pelo Governador                                                                      |
| 19 | Balduíno Guedes de Lira                     |                       | Partido Trabalhista Brasileiro PTB               | 22 de fevereiro de 1951 | 13 de setembro de 1954                          | Prefeito eleito em sufrágio universal                                                                 |
| 20 | José Saleh Moreb                            |                       | Partido Social Democrático PSD                   | 13 de setembro de 1954  | 5 de abril de 1955                              | Prefeito nomeado pelo Governador                                                                      |
| 21 | Renato Clímaco Borralho de Medeiros         |                       | Partido Democrata Cristão PDC                    | 5 de abril de 1955      | 14 de outubro de 1956                           | Prefeito nomeado pelo Governador                                                                      |
| 22 | Walter Montezuma de Oliveira                |                       | Partido Social Democrático PSD                   | 14 de outubro de 1956   | 1º de janeiro de 1958                           | Prefeito eleito em sufrágio universal                                                                 |
| 23 | Thomas Miguel Chaquian                      |                       | Partido Social Democrático PSD                   | 1º de janeiro de 1958   | 4 de maio de 1958                               | Prefeito nomeado pelo Governador                                                                      |
| 24 | Rubens Cantanhede                           |                       | Partido Social Democrático PSD                   | 4 de maio de 1958       | 5 de maio de maio de 1961                       | Prefeito eleito em sufrágio universal                                                                 |
| 25 | Floriano Rodrigues Riva                     |                       | Partido Trabalhista Brasileiro PTB               | 5 de maio de 1961       | 13 de setembro de 1961                          | Prefeito nomeado pelo Governador                                                                      |
| 26 | Hamilton Raulino Gondim                     |                       | Partido Trabalhista Brasileiro PTB               | 13 de setembro de 1961  | 12 de dezembro de 1962                          | Prefeito nomeado pelo Governador                                                                      |
| 27 | Homero Martins                              |                       | Partido Social Democrático PSD                   | 12 de dezembro de 1962  | 27 de maio de 1963                              | Prefeito nomeado pelo Governador                                                                      |
| 28 | Odacir Soares                               |                       | Partido Social Democrático PSD                   | 27 de maio de 1963      | 29 de março de 1965                             | Prefeito nomeado pelo Governador                                                                      |
| 29 | Paulo Trajano de Medeiros                   |                       | Aliança Renovadora Nacional ARENA                | 29 de março de 1965     | 1º de janeiro de 1967                           | Prefeito nomeado pelo Governador                                                                      |
| 30 | Irineu Martins de Farias                    |                       | Aliança Renovadora Nacional ARENA                | 1º de janeiro de 1967   | 10 de abril de 1967                             | Prefeito nomeado pelo Governador                                                                      |
| 31 | Hebert Alencar de Souza                     |                       | Aliança Renovadora Nacional ARENA                | 10 de abril de 1967     | 1º de agosto de 1967                            | Prefeito nomeado pelo Governador                                                                      |
| 32 | Hércules Lima de Carvalho                   |                       | Aliança Renovadora Nacional ARENA                | 1º de agosto de 1967    | 30 de novembro de 1967                          | Prefeito nomeado pelo Governador                                                                      |
| 33 | Walter Paula de Sales                       |                       | Aliança Renovadora Nacional ARENA                | 30 de novembro de 1967  | 13 de fevereiro de 1969                         | Prefeito nomeado pelo Governador                                                                      |
| 34 | Odacir Soares                               |                       | Aliança Renovadora Nacional ARENA                | 13 de fevereiro de 1969 | 31 de outubro de 1972                           | Prefeito nomeado pelo Governador                                                                      |
| 35 | Jacob Atallah                               |                       | Aliança Renovadora Nacional ARENA                | 31 de outubro de 1972   | 23 de abril de 1974                             | Prefeito nomeado pelo Governador                                                                      |
| 36 | Emanuel Pontes Pinto                        |                       | Aliança Renovadora Nacional ARENA                | 23 de abril de 1974     | 20 de maio de 1975                              | Prefeito nomeado pelo Governador                                                                      |
| 37 | Antônio Carlos Carpinteiro                  |                       | Aliança Renovadora Nacional ARENA                | 20 de maio de 1975      | 26 de fevereiro de 1976                         | Prefeito nomeado pelo Governador                                                                      |
| 38 | Luis Gonzaga Farias Ferreira                |                       | Aliança Renovadora Nacional ARENA                | 26 de fevereiro de 1976 | 10 de abril de 1979                             | Prefeito nomeado pelo Governador                                                                      |
| 39 | Sebastião Assef Valladares                  |                       | Partido Democrático Social PDS                   | 10 de abril de 1979     | 15 de maio de 1985                              | Prefeito nomeado pelo Governador Jorge Teixeira                                                       |
| 40 | José Guedes                                 |                       | Partido do Movimento Democrático Brasileiro PMDB | 15 de maio de 1985      | 1º de janeiro de 1986                           | Prefeito nomeado pelo Governador Ângelo Angelim                                                       |
| 41 | Jerônimo Santana                            |                       | Partido do Movimento Democrático Brasileiro PMDB | 1º de janeiro de 1986   | 14 de maio de 1986                              | Prefeito eleito em sufrágio universal em 1985 (Renunciou para disputar o governo de Rondônia em 1986) |
| 42 | Tomaz Correia                               |                       | Partido do Movimento Democrático Brasileiro PMDB | 14 de maio de 1986      | 31 de dezembro de 1988                          | Vice-prefeito eleito em sufrágio universal em 1985 (Assumiu o cargo com a renúncia do titular)        |
| 43 | Chiquilito Erse                             |                       | Partido Trabalhista Brasileiro PTB               | 1º de janeiro de 1989   | 31 de dezembro de 1992                          | Prefeito eleito em sufrágio universal em 1988                                                         |
| 44 | José Guedes                                 |                       | Partido da Social Democracia Brasileira PSDB     | 1º de janeiro de 1993   | 31 de dezembro de 1996                          | Prefeito eleito em sufrágio universal em 1992                                                         |
| 45 | Chiquilito Erse                             |                       | Partido Democrático Trabalhista PDT              | 1º de janeiro de 1997   | 1º de dezembro de 1998                          | Prefeito eleito em sufrágio universal em 1996 (Renunciou ao cargo por motivos de saúde)               |
| 46 | Carlos Camurça                              |                       | Partido Democrático Trabalhista PDT              | 1º de dezembro de 1998  | 31 de dezembro de 2000                          | Vice-Prefeito eleito em sufrágio universal em 1996 (Assumiu o cargo com a renúncia do titular)        |
| 46 | Carlos Camurça                              | 1º de janeiro de 2001 | Partido Democrático Trabalhista PDT              | 31 de dezembro de 2004  | Prefeito reeleito em sufrágio universal em 2000 | |
| 47 | Roberto Sobrinho                            |                       | Partido dos Trabalhadores PT                     | 1º de janeiro de 2005   | 31 de dezembro de 2008                          | Prefeito eleito em sufrágio universal em 2004                                                         |
| 47 | Roberto Sobrinho                            | 1º de janeiro de 2009 | Partido dos Trabalhadores PT                     | 31 de dezembro de 2012  | Prefeito reeleito em sufrágio universal em 2008 | |
| 48 | Mauro Nazif                                 | Mauro Nazif           | Partido Socialista Brasileiro PSB                | 1º de janeiro de 2013   | 31 de dezembro de 2016                          | Eleito em 2012                                                                                        |
| 49 | Hildon Chaves                               |                       | Partido da Social Democracia Brasileira PSDB     | 1º de janeiro de 2017   | 31 de dezembro de 2020                          | Eleito em 2016                                                                                        |
| 49 | Hildon Chaves                               | 1º de janeiro de 2021 | Partido da Social Democracia Brasileira PSDB     | 31 de dezembro de 2024  | Reeleito em 2020                                | |
| 49 | Hildon Chaves                               | 1º de janeiro de 2021 | União Brasil UNIÃO                               | 31 de dezembro de 2024  | Reeleito em 2020                                | |
| 50 | Léo Moraes                                  |                       | Podemos PODE                                     | 1° de janeiro de 2025   | Atual                                           | Eleito em 2024                                                                                        |